# Костриця блідувата
Костри́ця блідува́та (Festuca pallens) — реліктовий вид з диз'юнктивним ареалом на північному сході межі поширення в ізольованих локалітетах занесена до Червоної книги України.

## Опис
Гемікриптофіт. Багаторічний щільнодернинний злак, 30–40 см заввишки, стебла гладкі або зверху слабо шорсткі, зазвичай одновузлові. Листки грубі, щетиноподібні, часто дугоподібно вигнуті, 0,6–1 мм діаметром, зазвичай гладкі, рідше слабо шорсткі, сизо-зелені, інтенсивно завощені; листкові піхви добре розвинені, гладкі, окремі слабо шорсткі, відкриті до самої основи. Волоть не дуже щільна, 4,5–7,5 см завдовжки, вісь та гілочки голі або слабо шорсткі. Колоски 6–9 мм завдовжки, 4–9-квіткові, інтенсивно завощені. Колоскові луски ланцетоподібні, голі, верхня 3–4 мм, нижня 1,8–3,4 мм завдовжки. Нижня квіткова луска ланцетоподібна, 3–5 мм завдовжки, гола або зверху слабо шорстка; остюк 0,5–1,4 мм завдовжки. Цвіте в червні, плодоносить у липні. Розмножується насінням.

## Поширення
Центральна й Південна Європа, Мала Азія (Туреччина). В Україні трапляється на Поділлі: Кременецькі гори (уривок Дівочі скелі, гора Бона, Божа, Страхова, Маслятин, Черча); Опіллі: коло села Поділля (Івано-Франківська область, Галицький район) та гори Великі Голди (Івано-Франківська область, Рогатинський район, поблизу села Лучинці), на вапнякових останцях на півдні Рівненської області (села Мала Мильча Дубнівський район). Адміністративні регіони: Рівненська, Івано-Франківська, Тернопільська.

## Умови місцезростання
Росте на скелястих уступах і стрімких стінках кам'янистих гряд з дерново-карбонатними малопотужними ґрунтами на гіпсах, вапняках і крейді.

## Чисельність та структура популяцій та причини зміни чисельності
Ізольовані популяції мають малі площі. Їхня чисельність обмежена площею відповідних екотопів, але популяції повночленні. Чисельність і вид навіть домінує. Проявляє піонерну стратегію на антропогенних відслоненнях.
Причини зміни чисельності-Стенотопність, випасання, терасування та заліснення схилів, розширення сільськогосподарських угідь упритул до скельних останців, що спричиняє заростання чагарниками, евтрофікацію, синантропізацію.

## Режим збереження популяцій та заходи з охорони
Охороняється у ПЗ «Медобори» (філіал «Кременецькі гори») та Галицькому НПП. Необхідним є моніторинг популяцій. Заборонено руйнування оселищ, штучне заліснення схилів.
Розмноження та розведення у спеціально створених умовах: Вирощують у Кременецькому ботсаду.
Господарське та комерційне значення: декоративне, протиерозійне, ґрунтотвірне.